# Slag bij Dyrrhachium (48 v.Chr.)
De Slag bij Dyrrachium was een van de veldslagen die tussen Julius Caesar (de populares) en Pompeius (de optimates) werden gevoerd tijdens de Romeinse burgeroorlog.
Caesar werd in de tang genomen door Pompeius, toen deze Caesar in de stad liet gaan, maar op hetzelfde moment zijn gehele leger de stad liet omsingelen met vestingwerken. De haven van Dyrrachium werd ook afgesloten door de Pompeiaanse vloot. Caesar probeerde zich uit de stad te bevrijden via aanvallen op de Pompeiaanse vestingwerken, maar werd uiteindelijk met hevige verliezen terug geslagen. Pompeius en zijn commando waren er zo gerust op dat Caesar zich nu zou moeten overgeven, dat ze de fatale fout maakten om hem te laten terugtrekken en dat ze geen aanval hebben uitgevoerd. Caesar vluchtte uiteindelijk via een aantal listen met de kern van zijn leger uit Dyrrachium, en ze trokken naar Pharsalus, waar de uiteindelijke, beslissende slag zou worden uitgevoerd.

Oorlogen van de Romeinse Republiek
· Romeins-Etruskische Oorlogen
· Romeins-Aequische Oorlogen
· Latijnse Oorlog
· Romeins-Hernicische Oorlogen
· Romeins-Volscische Oorlogen
· Samnitische oorlogen (Eerste, Tweede, Derde)
· Pyrrhische Oorlog
· Punische oorlogen (Eerste, Tweede, Derde)
· Illyrische Oorlogen (Eerste, Tweede, Derde)
· Macedonische Oorlogen (Eerste, Tweede, Derde, Vierde)
· Romeins-Seleucidische Oorlog
· Aetolische Oorlog
· Galatische Oorlog
· Romeinse Verovering van Hispania (Eerste Celtiberische Oorlog, Lusitanische Oorlog, Numantische Oorlog, Sertorische Oorlog, Cantabrische Oorlogen)
· Achaeïsche Oorlog
· Oorlog tegen Jugurtha
· Cimbrische Oorlog
· Servilische Oorlogen (Eerste, Tweede, Derde)
· Bondgenotenoorlog
· Sulla's Burgeroorlogen (Eerste, Tweede)
· Mithridatische oorlogen (Eerste, Tweede, Derde)
· Gallische Oorlog
· Romeinse expedities naar Britannia
· Burgeroorlog tussen Pompeius en Caesar
· Einde van de Republiek (Slag bij Mutina, Burgeroorlog tegen Brutus en Cassius, Siciliaanse Opstand, Perusiaanse Oorlog, Burgeroorlog tussen Antonius en Octavianus)
Oorlogen van het Romeinse Keizerrijk
· Germaanse Oorlogen (Teutoburgerwoud, Marcomannenoorlog, Alemannische Oorlogen, Gotische Oorlog, Visigotische Oorlogen)
· Romeinse verovering van Britannia
· Boudicca
· Armenische Oorlog
· Vierkeizerjaar
· Joodse Oorlog
· Romeins-Parthische Oorlog
· Romeins-Perzische oorlogen
· Burgeroorlogen van de derde eeuw
. Gotische oorlog (376-382)
. Gotische opstand van Alarik I
. Gildonische opstand
. Gotische oorlog (402-403)
. Pictische oorlog van Stilicho
. Oorlog van Heraclianus
. Oorlog van Radegaisus
. Rijnoversteek
. Romeinse Burgeroorlog 427-429
· Val van het West-Romeinse Rijk